# Lidbeckia
Lidbeckia, biljni rod iz porodice glavočika, dio podtribusa Cotulinae. Tri vrste endemi su južnoafričke provincije Western Cape
Rod je dobio ime u čast Erica Gustaviusa Lidbecka (1724–1803), švedskog profresora botanike iz Lunda

## Vrste
1. Lidbeckia pectinata P.J.Bergius
2. Lidbeckia pinnata J.C.Manning & Helme
3. Lidbeckia quinqueloba (L.f.) Cass. /Lidbeckia lobata Thunb.

## Vanjske poveznice
|  | Zajednički poslužitelj ima još gradiva o temi Lidbeckia |
|  | Wikivrste imaju podatke o taksonu Lidbeckia             |